# Janet Gourlay
Ne pas confondre avec Janet Vaughan, parfois appelée Janet Gourlay après son mariage.
Janet A. Gourlay, née le 30 janvier 1863 à Dundee en Écosse et morte 3 mars 1912 à Basingstoke en Angleterre, est une égyptologue écossaise, principalement connue pour ses fouilles et sa publication sur le temple de Mout à Karnak en Égypte.

## Jeunesse et formation
Janet Gourlay est née le 30 janvier 1863 à Dundee, en Écosse, de Henry G. Gourlay et d'Agnes Christine Burell. Elle étudie brièvement à l'University College de Londres en 1893 avec les égyptologues Flinders Petrie et Margaret Murray.
Janet Gourlay rencontre sa partenaire, et possible compagne, Margaret Benson en 1896 lors de la deuxième fouille du temple de Mout. Le couple est présenté par Lady Jane Lindsay. Parallèlement à leur relation sociale et privée, elles forment un partenariat scientifique qui profite au couple et leur permet de poursuivre leurs travaux en Égypte. Ce partenariat garantit leur capacité à achever leur travail sans homme et à recevoir le financement dont elles avaient besoin pour mener à bien leurs travaux. À la fin des fouilles, la santé de Margaret commence à se détériorer, poussant les deux femmes à retourner dans leurs maisons respectives. Elles conservent une étroite relation épistolaire et leurs lettres expriment leur dévouement, leurs émotions et les événements de leur vie. La santé de Margaret Benson ne se rétablit pas et les plans élaborés par les deux femmes pour retourner en Égypte mener d'autres fouilles ne se concrétisent jamais.
Janet Gourlay meurt le 3 mars 1912 à Kempshot Park, Basingstoke en Angleterre.

## Recherches
Janet Gourlay et Margaret Benson sont les premières femmes à entreprendre des fouilles de cette nature. La préface de leur étude du site est explicite à ce sujet : « nous devons remercier l'ouverture d'esprit de M. de Morgan pour la première autorisation de fouille donnée aux femmes en Égypte ».

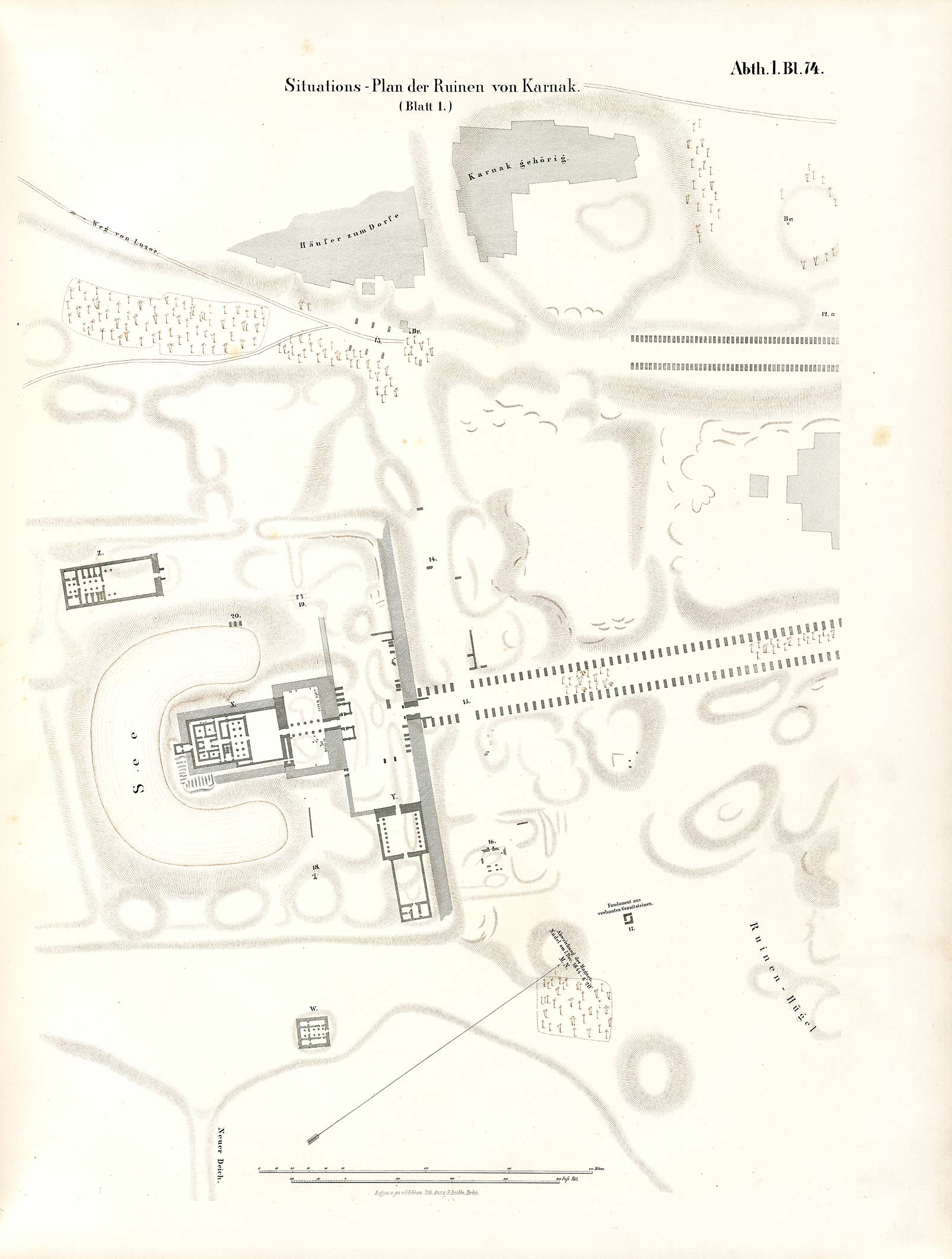
Plan du temple de Mout (Karnak) (relevé par Lepsius), fouillé dans les années 1890 par Janet Gourlay et Margaret Benson.

Janet Gourlay rejoint Margaret Benson en 1896 lors de la deuxième saison de fouilles au temple de Mout de Karnak, Thèbes, en Égypte. Elles habitent à l’hôtel Luxor pendant toute la durée des campagnes de fouilles. Janet et Margaret sont créditées des fouilles du temple de Mout dont elles publient un récit en 1899. Ce récit est publié malgré son état incomplet, afin que l'information puisse être accessible à d'autres et ne soit pas perdue, comme elles l'expliquent dans la préface. Les fouilles de Janet et Margaret s'étendent sur deux saisons de fouilles.
Les deux femmes découvrent et restaurent diverses sculptures (des têtes, des personnages en pied et des éléments architecturaux). La statuaire remarquable mise au jour comprend une tête d'Amon (ou Amon-Rê), une tête de Ramsès III, une statue de Ramsès II, des figures du prêtre Sour, de Sénènmout et de Bakenkhonsou, et diverses autres représentations. L'une des sculptures les plus connues découvertes par Janet et Margaret est la tête d'un personnage, communément appelée la tête de Benson. Après avoir identifié les objets, les deux femmes se sont efforcées d'intégrer à leur analyse les représentations religieuses associées.
Janet Gourlay travaille avec Percy E. Newberry en 1900 et 1901. Ils publient ensemble un journal décrivant les fouilles de la tombe TT34 de Montouemhat.

### Publications
- Margaret Benson, Janet A. Gourlay et Percy Edward Newberry, Temple of Mut in Asher; an account of the excavation of the temple and of the religious representations and objects found therein, as illustrating the, Londres, J. Murray, 1899, 476 p. (lire en ligne)